# مشابهات دوار الشمس
مشابهات دوار الشمس أو الدواراوينة (الاسم العلمي: Helianthodae) هي فوق قبيلة في الفصيلة النجمية التي تحتوي على قبائل البقاوية الغافثاوية والعطاساوية والدواراوية والطيوناوية والمخملاوية. تم اكتشاف هذه الفوق قبيلة في عام 2004 بعد دراسة الحمض النووي للنباتات في الفصيلة النجمية. استخدم المؤلفون تعريفا واسعا للدواراوية بما في ذلك الباهاوية والماداوية والميلراوية والبيرتيلاوية و البوليمناوية.